# Norbert Pies
Norbert Josef Pies (* 13. Oktober 1956 auf dem Beurenhof, Gemeinde Treis-Karden) ist ein deutscher Biologe, Sachbuchautor, Regionalhistoriker und Genealoge.

## Leben
Nach dem Besuch der Volksschule in Altstrimmig und anschließend der Mittelpunktschule in Mittelstrimmig wechselte Pies auf das Gymnasium St. Bernhard in Schiefbahn, wo er 1976 das Abitur ablegte. Von 1978 bis 1984 studierte er an der Universität Bonn Biologie und promovierte 1986 mit Schwerpunkt Zytologie bei Karl-Ernst Wohlfarth-Bottermann. 
Ende 1978 begann Norbert Pies mit den Vorbereitungen zur Gründung des MS-Kontaktkreises Bonn, aus dem später die heutige Multiple Sklerose Vereinigung Bonn/Rhein-Sieg e. V. hervorging und deren erster Vorsitzender er bis 1982 war. Für dieses Engagement wurde er 1982 zum Ehrenmitglied ernannt und von Veronica Carstens, der damaligen Schirmherrin der DMSG, geehrt.
Nach seinem Studium arbeitete Pies in der Pharmaindustrie und war von 1999 bis 2020 Geschäftsführer des Pharmaunternehmens Helago-Pharma.
Freiberuflich publizierte Norbert Pies bisher (unter den Namen Norbert J. Pies und Josef Pies) 270 Beiträge und 70 Bücher und Broschüren vorwiegend in den Bereichen Medizingeschichte, Medizinratgeber und Regionalgeschichte. Außerdem kuratiert er regelmäßig regionalgeschichtliche Ausstellungen, hält Vorträge und betätigt sich als Verleger, Herausgeber und Redakteur.
Von 2014 bis 2018 war Pies Vorstandsvorsitzender der Familienstiftung Pies-Archiv, Forschungszentrum Vorderhunsrück und hat darin im Bemühen um den Erhalt der Mundart eine Mundartaudiothek gegründet und 2016 das erste wissenschaftlich geprägte Hunsrücker Mundartsymposion mit Begleitausstellung organisiert.
Ein besonderes Interesse von Norbert Pies gilt der Geschichte des Gebietes von Mittel- und Untermosel mit den angrenzenden Gebieten von Eifel und Hunsrück mit Schwerpunkt auf dem Altkreis Cochem und dem Territorium des ehemaligen Dreiherrischen auf dem Hunsrück. Ganz besonders widmet er sich der Erforschung des Klosters Maria Engelport.
2022 wurde Norbert Pies die Verdienstmedaille des Landes Rheinland-Pfalz verliehen.
Im April 2024 wurde er zum Vorsitzenden des neu gegründeten Fördervereins Historisches Archiv der Stadt Erftstadt und zum Geschäftsführer der Westdeutschen Gesellschaft für Familienkunde gewählt.

## Publikationen (Auswahl)

### Arztbiografien
- James Parkinson (1755–1824). Arzt-Apotheker–Paläontologe–Sozialreformer, Merz+Co. Frankfurt/Main, 1988, ISBN 978-3-927187-01-6.
- Ein Pionier der Sozialpädiatrie: John Langdon Haydon Langdon-Down (1828-1896) – eine illustrierte Lebensbeschreibung mit Übersetzung der Lettsomian-Vorlesung, G. Braun Fachverlage Karlsruhe 1996, ISBN 978-3-7650-1739-1.
- Biographisches und Bibliographisches aus der Geschichte der Epilepsie. William James West (1794–1848), James Edwin West (1840–1860), John Hughlings-Jackson (1835–1911), William Gordon Lennox (1884–1960), Robert Pfützner GmbH München 1990, ISBN 978-3-87531-200-3.
- West & West syndrome – A historical sketch about the eponymous doctor, his work and his family, in: Brain & Development Nr. 25 (2003) S. 84–101, zusammen mit Clive Beardsmore.
- Notabilia & Miscellanea oder Heimat- und familienkundliche Randnotizen. Heft IV (November 2021): Treiser Krankheit & Brownsche Affen - Kommentierte Edition der Streitschrift des Cochemer Arztes Carl Boost von 1807.
- West & West - Eine biographische Studie über William James West (1794-1848) und James Edwin West (1840-1860). Mit Geleitworten von Prof. Dr. Dr. Yukio Fukuyama und Dr. Hansjörg Schneble. Erftstadt 2023. ISBN 978-3-927049-66-6

### Medizinsachbücher
In diesen Büchern wurden medizinische Zusammenhänge zu den behandelten Themen unter dem Namen Josef Pies erstmals für deutschsprachige Leser journalistisch aufbereitet. Sie wurden in bis zu dreiundzwanzig Auflagen gedruckt und in bis zu sechs Fremdsprachen übersetzt.
- Immun mit kolloidalem Silber. Wirkung, Anwendung, Erfahrungen, 23. Auflage, VAK vital, VAK Verlags GmbH Kirchzarten 2024, ISBN 978-3-86731-117-5. Übersetzt ins Italienische, Niederländische, Polnische, Russische, Slowenische und Bulgarische.
- Kolloidales Silber. Das große Gesundheitsbuch für Mensch, Tier und Pflanze, 15. Auflage, VAK vital, VAK Verlags GmbH Kirchzarten 2024, ISBN 978-3-86731-128-1, zusammen mit Uwe Reinelt. Übersetzt ins Tschechische und Italienische.
- Vitamin K2. Vielseitiger Schutz vor chronischen Krankheiten, 7. Auflage, VAK vital, VAK Verlags GmbH Kirchzarten 2019, ISBN 978-3-86731-102-1.
- Wasserstoffsuperoxid. Natürlich und Nebenwirkungsfrei – Gegen Viren und Bakterien – Für Gesundheit, Haushalt und Hygiene, 8. Auflage, VAK vital, VAK Verlags GmbH Kirchzarten 2021, ISBN 978-3-86731-116-8. Übersetzt ins Slowenische und Russische.
- Alpha-Liponsäure das Multitalent. Gegen freie Radikale, Umweltgifte, Zellalterung, 6. Auflage, VAK vital, VAK Verlags GmbH Kirchzarten 2016, ISBN 978-3-86731-034-5. Übersetzt ins Russische.
- Olivenblatt-Extrakt. Rückbesinnung auf ein jahrtausendealtes Heilmittel, 6. Auflage, VAK concept, VAK Verlags GmbH Kirchzarten 2015, ISBN 978-3-932098-76-5.
- Die Açaí-Frucht. Das Vitalstoffpaket aus dem Tropenwald. Besonders reich an Antioxidantien, Ballaststoffen und gesunden Fettsäuren, 2. Auflage, VAK vital, VAK Verlags GmbH Kirchzarten 2010, ISBN 978-3-86731-018-5. Übersetzt ins Italienische.
- Sacha Inchi – Das Omega-3-Öl aus der Inka-Nuss, VAK vital, VAK Verlags GmbH Kirchzarten 2010, ISBN 978-3-86731-033-8.
- LDN, Niedrig dosiertes Naltrexon, 2. Auflage, VAK Patientenratgeber, VAK Verlags GmbH Kirchzarten 2021, ISBN 978-3-86731-077-2.

### Kolumnen
- Kardiologische Quizserie zu berühmten Ärzten Das war doch der … in der Fachzeitschrift Kardiologische Klinik 3,3-3,6 (1992) und in top Medizin Österreich 2,4-2,6 (1992).
- Neurologische Quizserie zu berühmten Ärzten Das war doch der … in der Fachzeitschrift Jatros Neurologie/Psychiatrie 8,6-9,5 (1992-1993).

### Regionalgeschichte (Kloster Maria Engelport)
- Zur Geschichte von Kloster Maria Engelport (Alte Reihe): 13 Bände, Köln, Frechen, Erftstadt 1989-2000.
- Vom Flaumbach in die weite Welt. 100 Jahre Oblatenkloster Maria Engelport und seine Vorgeschichte, Erftstadt 2003, ISBN 978-3-927049-34-5.
- Maria in Engelport. 100 Jahre Engelporter Gnadenbild 1913–2013, Erftstadt 2013, ISBN 978-3-92 7049-54-3.
- Die Engelporter Marienverehrung – Hintergründe, Einsichten und Ansichten, Erftstadt 2013, ISBN 978-3-927049-55-0.
- Engelporter Kopiare, Manuale und Narrationen, Zur Geschichte von Kloster Maria Engelport (Neue Reihe, Jubiläumsreihe) Band I, BoD Norderstedt/Erftstadt 2017, ISBN 978-3-927049-61-1.
- Beatrix von Engelport – Fakten, Legenden und Irrtümer, Zur Geschichte von Kloster Maria Engelport (Neue Reihe, Jubiläumsreihe) Band II, BoD Norderstedt/Erftstadt 2018, ISBN 978-3-927049-37-6.
- Alt-Engelporter Ansichten – Impressionen und Rekonstruktionen, Zur Geschichte von Kloster Maria Engelport (Neue Reihe, Jubiläumsreihe) Band III, BoD Norderstedt/Erftstadt 2018, ISBN 978-3-927049-53-6.
- Alt-Engelporter Lesebuch – 800 Jahre Klostergeschichte in 80 Kapiteln, Zur Geschichte von Kloster Maria Engelport (Neue Reihe, Jubiläumsreihe) Band IV, BoD-Norderstedt/Erftstadt 2020, ISBN 978-3-927049-63-5.
- 800 Jahre Kloster Maria Engelport – 71 ausgewählte Kapitel aus seiner Geschichte, BoD-Norderstedt/Erftstadt 2020, ISBN 978-3-927049-64-2.
- Alt-Engelporter Totenbuch – Edition mit Übersetzung, Kommentierung und Auswertung, Zur Geschichte von Kloster Maria Engelport (Neue Reihe, Jubiläumsreihe) Band V, BoD-Norderstedt/Erftstadt 2021, ISBN 978-3-927049-65-9.
- Notabilia & Miscellanea oder Heimat- und familienkundliche Randnotizen. Heft III (Oktober 2021): Neues aus Alt:Engelport.
- Notabilia & Miscellanea oder Heimat- und familienkundliche Randnotizen. Heft VI (Juni 2022): Kölner Patrizier*innen und Kloster Engelport.
- Notabilia & Miscellanea oder Heimat- und familienkundliche Randnotizen. Heft VII (Dezember 2022): Mehr Neues aus Engelp[f]ort.
- Zweites Engelporter Lesebuch. 57 neue Kapitel aus 800 Jahren Klostergeschichte. Zur Geschichte von Kloster Maria Engelport – Neue Reihe (Jubiläumsreihe) Band VI. Erftstadt-Lechenich 2023, ISBN 978-3-927049-68-0.

### Regionalgeschichte (allgemein)
- Die Höfe Beuren und Kreuzert in der Gemeinde Treis-Karden, Frechen 1988, ISBN 978-3-927049-01-7.
- Die Höfe Beuren und Kreuzert in der Gemeinde Treis-Karden. Ergänzungen–Nachträge–Korrekturen, Frechen 1988, ISBN 978-3-927049-03-1.
- Bruttig-Fankel und Kloster Maria Engelport. Ein Beitrag zur 1100-Jahrfeier der Gemeinde, Band V Zur Geschichte von Kloster Maria Engelport, Erftstadt 1998, ISBN 978-3-927049-19-2.
- Engelporter Besitz in Valwig. Ein Beitrag zur Geschichte des Moselortes. 2. überarbeitete und erweiterte Auflage, Erftstadt 1998, ISBN 978-3-927049-23-9.
- Aus der Geschichte des Petershäuserhofes, In: Pfarrgemeinde Petershausen (Hrsg.): St. Maria Magdalena. 100 Jahre Pfarrkirche Petershausen mit Chronik Petershäuserhof. Zilshausen 2005 S. 9–70.
- Der Hexer von Petershausen, in: Jahrbuch 2006 für den Kreis Cochem-Zell, Monschau 2005 S. 210–214.
- Die Frei v. Treis und ihre Verwandten. Mit einem Beitrag von Markus Sausen. Erftstadt 2011, ISBN 978-3-927049-51-2.
- Eine kunsthistorische Kostbarkeit in Lahr (Hunsrück): Die älteste Orannastatue, in: Hunsrücker Heimatblätter Nr. 149 Jg. 52 (2012) S. 537–544.
- Unsere Heimat auf alten Landkarten. Begleitheft zur Ausstellung im Museum der Familienstiftung Pies-Archiv, Forschungszentrum Vorderhunsrück e. V. Mit einem Beitrag zur Rechtsgeschichte des Beltheimer Gerichts, Erftstadt 2013.
- Eveshausen – Ein Beitrag zur urkundlichen Ersterwähnung vor 750 Jahren, Erftstadt 2014, ISBN 978-3-927049-50-5.
- Aus der Geschichte von Lahr (Hunsrück). Band I: Die Oranna-Kapelle, Wegekreuze und Bildstock, Erftstadt 2014, ISBN 978-3-927049-47-5.
- Notabilia & Miscellanea oder Heimat- und familienkundliche Randnotizen. Heft I (Oktober 2020): Merk:würdigkeiten vom Strimmiger Berg.

## Herausgeberschaft
- Aus der Geschichte von Lahr (Hunsrück), Buchreihe 2014–2016.
- Peter Brommer: Beschreibungen des pfälzischen Oberamtes Stromberg im Hunsrück von 1589/90 und 1678/1682 / 1699 und 1772, Dommershausen 2017, ISBN 978-3-927049-62-8.
- Josef Liebfried: Wander- & Gesellenfahrten eines Koblenzer Handwerksburschen als Band V (Mai 2022) der Reihe Notabilia & Miscellanea oder Heimat- und familienkundliche Randnotizen, Erftstadt–Lechenich 2022.
- Manfred Millen: Dit un dat off Stremmija Platt, Gedichteband, Altstrimmig 2023, ISBN 978-3-927049-67-3.

## Redaktion (und Mitautor)
- 1970–1971 Redaktionsmitglied und zeitweise verantwortlicher Redakteur der Schülerzeitung des Gymnasiums St. Bernhard in Schiefbahn.
- 2004–2016 Gemeinsam mit Klaus Layendecker Redaktionsleiter der sieben Bände Von Häckedetz unn Stiftshere, Geschichte und Geschichten von Treis-Karden.
- 2014–2018 Alleinredakteur von Die Pies-Chronik, einem zweimal jährlich erscheinenden Periodikum.[11]
- Seit 2017 Redaktionsmitglied des Redaktionsausschusses für das Kreisjahrbuch Cochem-Zell.[12]